# Выборы президента Молдовы (1996)
Выборы президента Республики Молдова — вторые выборы президента Молдовы, первый тур которых прошёл 17 ноября 1996 года. Второй тур состоялся 1 декабря 1996 года.
В выборах участвовали девять кандидатов. Явка в первом туре составила 68,13 %. Проголосовало 1 634 661 человек, признанными оказались голоса 1 557 860 избирателей. Во втором туре явка составила 71,61 % от числа избирателей, включённых в избирательные списки. Победил Пётр Лучинский, получивший поддержку 54,02 % избирателей, участвовавших в голосовании.

## Кандидаты
- Мирча Снегур — действующий президент Молдовы
- Андрей Сангели — премьер-министр Молдовы
- Пётр Лучинский — председатель парламента Молдовы
- Валерий Матей — депутат парламента, председатель Партии демократических сил
- Владимир Воронин — первый секретарь ЦК Партии коммунистов Республики Молдова
- Юлианна Горя-Костин — независимый кандидат
- Анатолий Плугару — независимый кандидат
- Вероника Абрамчук — независимый кандидат
- Марина Ливицки — независимый кандидат

## Результаты первого тура
| Место                | Кандидаты            | Голоса    | %       |
| -------------------- | -------------------- | --------- | ------- |
| 1.                   | Мирча Снегур         | 603 652   | 38,75%  |
| 2.                   | Пётр Лучинский       | 430 836   | 27,66%  |
| 3.                   | Владимир Воронин     | 159 393   | 10,23%  |
| 4.                   | Андрей Сангели       | 147 555   | 9,47%   |
| 5.                   | Валерий Матей        | 138 605   | 8,90%   |
| 6.                   | Марина Ливицки       | 33 115    | 2,13%   |
| 7.                   | Анатолий Плугару     | 28 159    | 1,80%   |
| 8.                   | Юлианна Горя-Костин  | 9 926     | 0,64%   |
| 9.                   | Вероника Абрамчук    | 6 619     | 0,42%   |
| Всего (явка 68,13 %) | Всего (явка 68,13 %) | 1 557 860 | 100,00% |

## Результаты второго тура
| Место                | Кандидаты            | Голоса    | %       |
| -------------------- | -------------------- | --------- | ------- |
| 1.                   | Пётр Лучинский       | 919 831   | 54,02%  |
| 2.                   | Мирча Снегур         | 782 933   | 45,98%  |
| Всего (явка 71,61 %) | Всего (явка 71,61 %) | 1 702 764 | 100,00% |